# جيمس دي هالسل
جيمس دي هالسل (بالإنجليزية: James D. Halsell)‏ (و. 1956 – م) هو ضابط، ورائد فضاء من الولايات المتحدة الأمريكية . ولد في ويست مونرو .

## ريادة الفضاء
شارك في المهمات الفضائية:
- STS-65[2]
- STS-74[2]
- STS-101[2]
- STS-83[2]
- STS-94.[2]

## التعليم
تعلم في U.S. Air Force Test Pilot School، وأكاديمية سلاح الجو الأمريكي

## الخدمة العسكرية
خدم في القوات الجوية الأمريكية.